# Qatar Airways
Qatar Airways (arabisch القطرية, DMG al-Qaṭarīya) ist die nationale Fluggesellschaft Katars mit Sitz in Doha und Basis auf dem Flughafen Hamad International. Sie ist Mitglied der Arab Air Carriers Organization sowie der Luftfahrtallianz oneworld.

## Geschichte

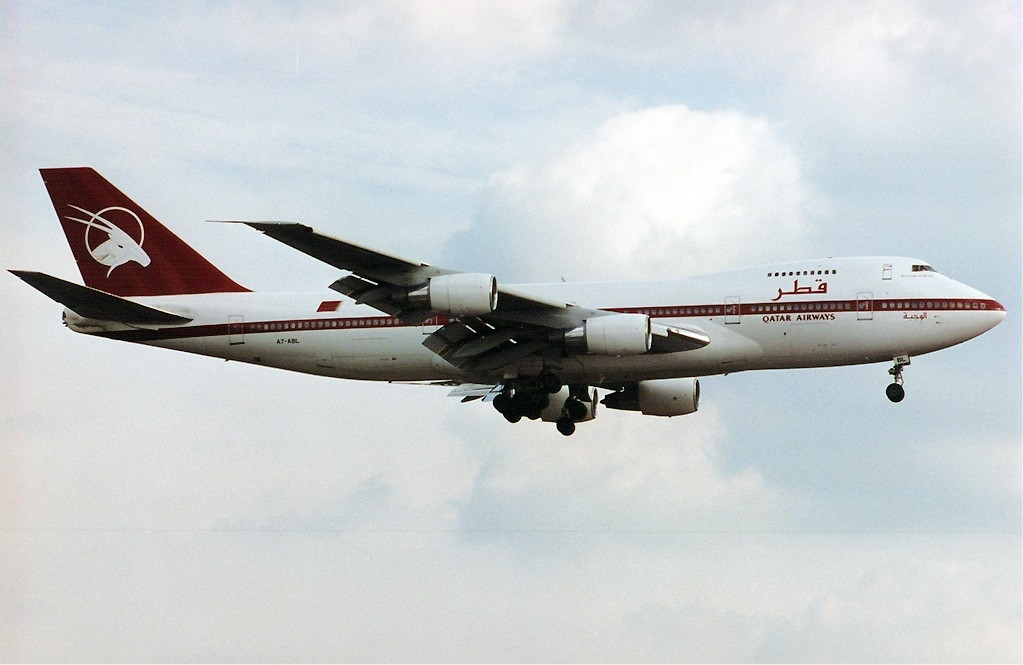
Boeing 747-100SR der Qatar Airways im Jahr 1996

### Gründung und erste Jahre
Qatar Airways wurde am 22. November 1993 auf Initiative aus den Reihen der königlichen Familie Al Thani gegründet; der Flugbetrieb wurde am 20. Januar 1994 aufgenommen. Als Erstausstattung beschaffte man auf dem Gebrauchtflugzeugmarkt Airbus A310-200, von der Regierungsflugstaffel Qatar Amiri Flight erhielt die neue Fluggesellschaft zwei Boeing 727-200. Von All Nippon Airways wurden außerdem zwei Boeing 747-100SR erworben.
Nachdem Qatar Airways in den ersten Jahren ihres Bestehens nur Verluste eingeflogen hatte, erfolgte im April 1997 eine Reorganisation nach rein „westlichen“ Maßstäben und einem neuen Management, in dem die Königliche Familie nur noch 50 % der Unternehmensanteile besaß. Auch leitete das neue Management eine neue, rein auf den europäischen Flugzeughersteller Airbus ausgerichtete Flottenpolitik ein. Zunächst veräußerte man die unwirtschaftlichen Boeing 747-100SR, gefolgt von den 727 und zuletzt den Airbus A310 und ersetzte diese durch neu erworbene Modelle. Im April 1997 stießen so Airbus A300-600R zur Flotte und ab Februar 1999 der Mittelstreckentyp A320-200. Für Langstrecken verwendet Qatar Airways A330-200/300 und A340-600HGW, bei der sie Erstkunde war.

### 2000er Jahre

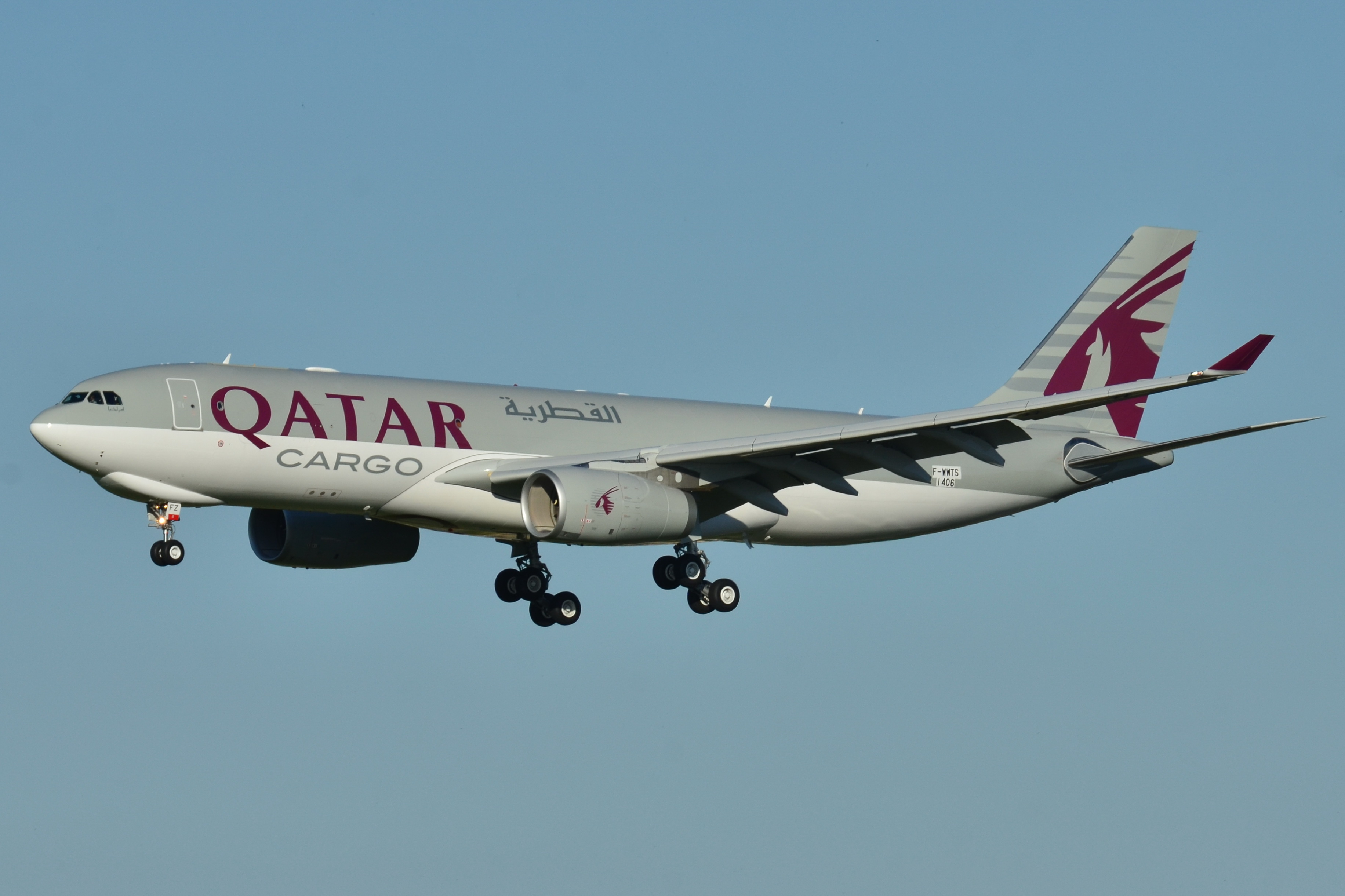
Airbus A330-200F der Qatar Airways Cargo

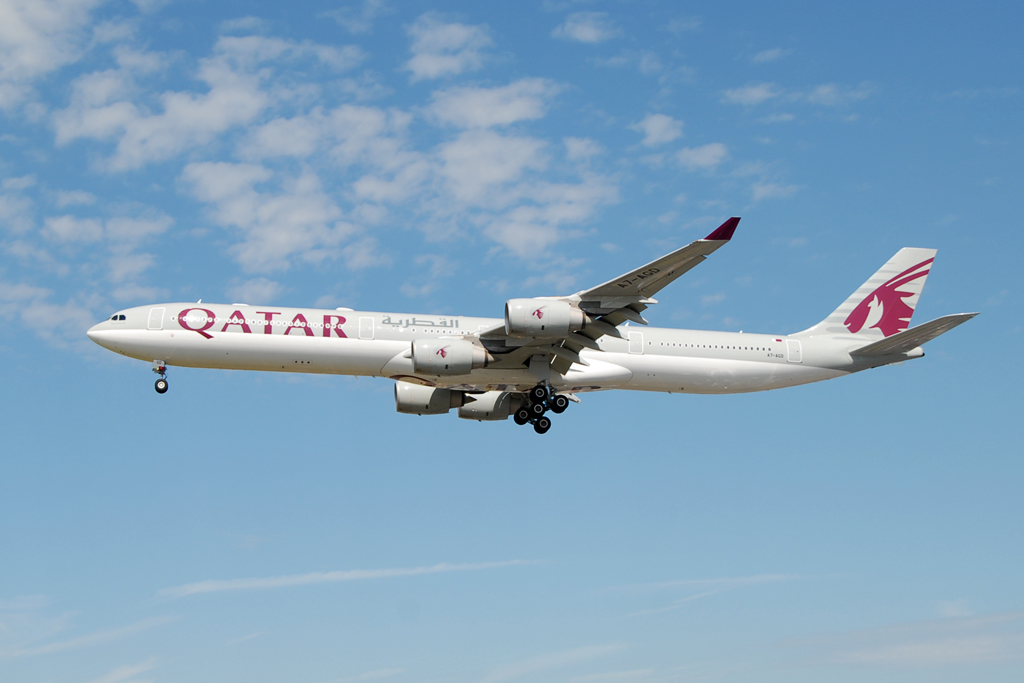
Airbus A340-600 der Qatar Airways

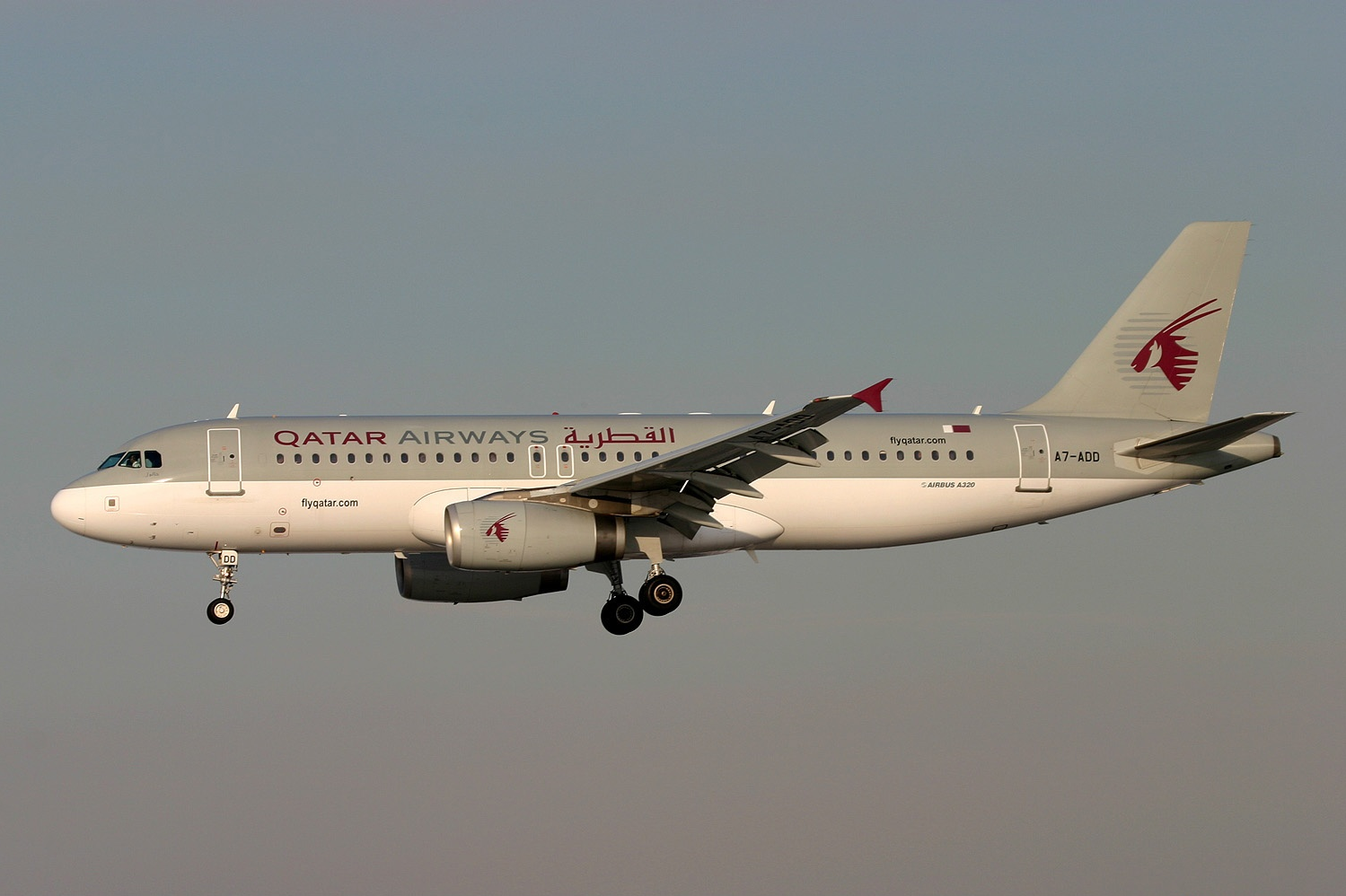
Airbus A320-200 der Qatar Airways im Jahr 2005

Im Passagierbereich stieg der Umsatz im Geschäftsjahr 2003 um 47 % bei einem Passagierzuwachs von 35 %. Administration und Flottenmanagement der königlichen VIP-Flotte Qatar Amiri Flight sind inzwischen ebenfalls Bestandteil der Qatar-Airways-Operationen und nutzen auch deren Corporate Design.
Am 30. Mai 2007 orderte Qatar Airways bei Airbus als Erstkunde 80 A350, welche zusammen einen Listenpreis von 11,8 Milliarden Euro haben. Die Auslieferung begann am 22. Dezember 2014.
Ab Herbst 2007 öffnete sich Qatar Airways auch Boeing und bestellte 30 Boeing 787-8 und fünf 777F. Die erste Auslieferung der 787-8 erfolgte am 13. November 2012.
Mit der Übernahme eines zum Frachtflugzeug umgerüsteten Airbus A300 von Korean Air konnte der Umsatz im Luftfrachtbereich um 73 % gesteigert werden.

### 2010er Jahre

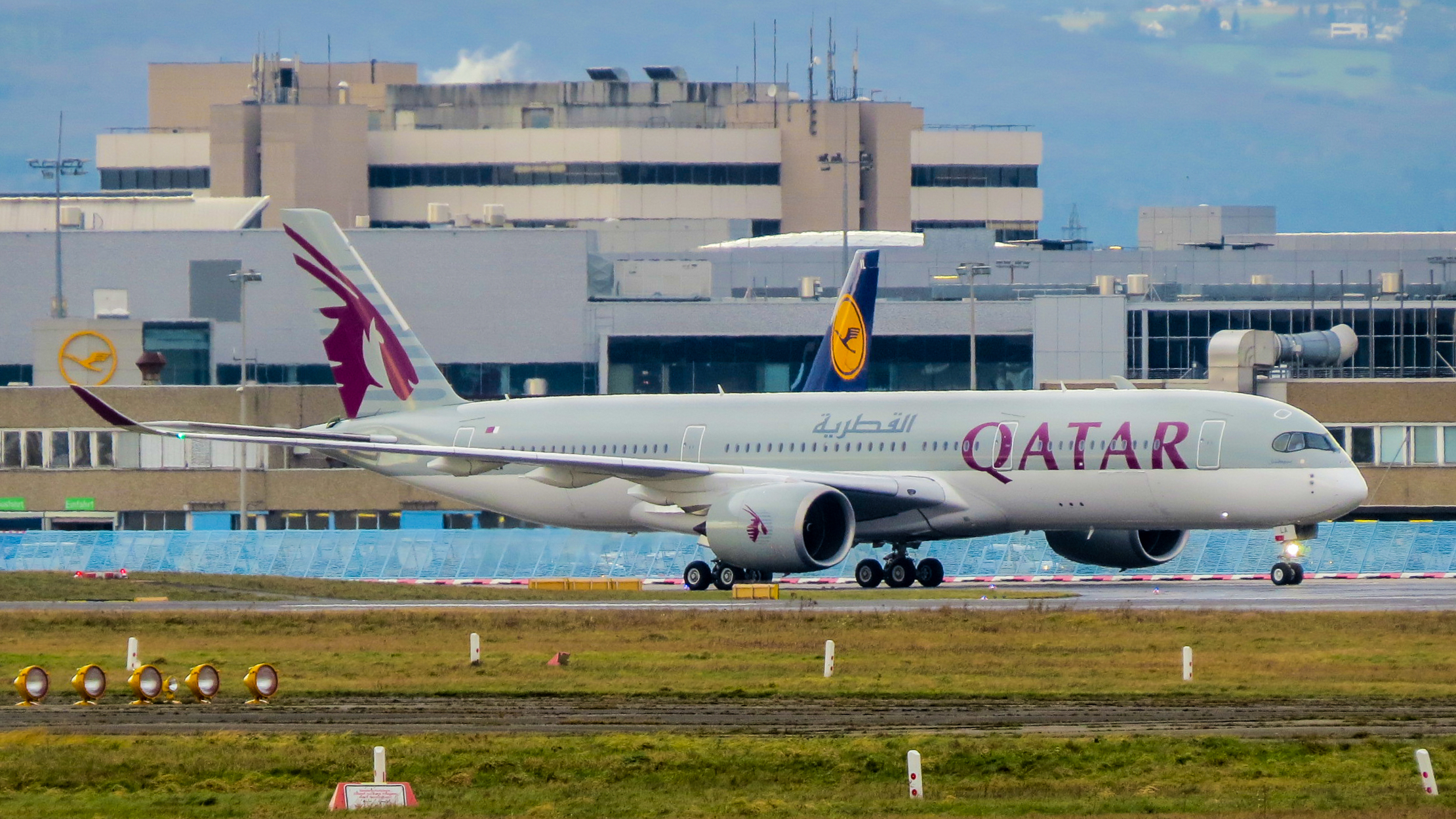
Die erste A350-900 der Qatar Airways kurz nach der Landung in Frankfurt am 15. Januar 2015

Im Juni 2011 erklärte der Chef von Qatar Airways, einen Anteil von 35 % an der luxemburgischen Frachtfluggesellschaft Cargolux für 150 bis 200 Millionen Euro erwerben zu wollen. Damit wolle Qatar Airways zu ihren Konkurrenten Etihad Airways und Lufthansa im Luftfrachtgeschäft aufschließen und gleichzeitig ihr Frachtangebot ausbauen.
Am 15. November 2011 bestellte Qatar Airways weitere 55 Maschinen beim europäischen Flugzeugbauer Airbus. Die Bestellung besteht aus 50 A320neo sowie fünf A380-800.
Zum 30. Oktober 2013 wurde Qatar Airways Vollmitglied der Luftfahrtallianz oneworld, was bereits Anfang Oktober 2012 bekannt gegeben wurde.
Am 20. November 2013 bestellte Qatar Airways bei Boeing 60 777X. Unterteilt ist die Bestellung auf zehn 777-8 sowie 50 777-9. Damit ist Qatar Airways einer der Erstkunden der 777X.
Am 16. September 2014 übernahm Qatar Airways bei Airbus die erste von zehn bestellten A380-800. Dabei gab es monatelange Verzögerungen, da zuvor mehrere Mängel aufwendig beseitigt werden mussten. Das Flugzeug wurde ab dem 10. Oktober 2014 nach London-Heathrow eingesetzt.
Am 22. Dezember 2014 erhielt Qatar Airways ihren ersten Airbus A350-900. Damit ist sie weltweiter Erstkunde dieses Musters. Der erste Linienflug erfolgte am 15. Januar 2015 von Doha nach Frankfurt.
Am 30. Januar 2015 kaufte Qatar Airways 9,99 % der Anteile der International Airlines Group, Dachunternehmen der Fluggesellschaften British Airways, Iberia, Vueling und Aer Lingus. Im Juni 2016 wurde dieser Anteil auf 15,01 % erhöht. Im Juli 2016 wiederum nutzte Qatar Airways den EU-Austritt des Vereinigten Königreichs und den daraus resultierenden günstigen Wechselkurs um seine Beteiligung auf 20,01 % zu erhöhen.
Im Jahr 2015 nahm die Tochtergesellschaft Al Maha Airways den Flugbetrieb auf. Der Flugbetrieb wurde im Jahre 2017 eingestellt. Die 4 Airbus A320 wurden umlackiert und in die Flotte von Qatar Airways integriert.
Aufgrund der Lieferverzögerungen bei Airbus’ neuem Kurzstreckenflugzeug A320neo hat Qatar Airways die bestehende Bestellung am 3. Juni 2016 um eine noch unbekannte Anzahl reduziert.
Am 2. September 2016 beteiligte sich Qatar Airways im Rahmen einer Kapitalerhöhung mit 10 % an der LATAM Airlines Group.
Am 7. Oktober 2016 bestellte Qatar Airways 30 Boeing 787-9 sowie zehn weitere 777-300ER. Des Weiteren wurde eine Absichtserklärung für 60 737 Max 8 unterzeichnet.
2017 führte die Fluggesellschaft die sogenannten QSuite in der Business-Klasse ein. Dieser Sitz ist im Flugzeug im Format 1-2-1 angeordnet und hat als Besonderheit eine schließbare Türe, welche für zusätzliche Privatsphäre des Gastes sorgt. Die QSuite soll nach und nach auf allen Großraumflugzeugen die bisherigen Sitze in der Business-Klasse ersetzen.
Am 1. März 2017 leaste Qatar Airways vier Airbus A350-900 von LATAM Airlines Brasil für ein Jahr, um dem hohen Fluggastaufkommen gerecht zu werden. Die erste Maschine ist seit dem 2. März im Einsatz.
Am 5. Juni 2017 brachen die Vereinigten Arabischen Emirate, Saudi-Arabien, Bahrain und Ägypten die diplomatischen Beziehungen zu Katar mit dem Vorwurf der Terrorfinanzierung ab. Durch die Sperrung des Luftraums für katarische Fluggesellschaften musste Qatar Airways Routen in die genannten Länder streichen. Flüge nach Europa müssen über den Irak, den Iran und Kuwait umgeleitet werden.
Im September 2017 erhielt Qatar Airways 49 Prozent der Anteile an der italienischen Meridiana, die auf Wunsch Qatar Airways in Air Italy umbenannt wurde. Qatar Airways konnte die Fluggesellschaft nicht gemeinsam mit den Miteigentümern sanieren und so wurde der Flugbetrieb am 11. Februar 2020 eingestellt.

### Seit 2020
Anfang Februar 2020 kündigte Qatar Airways die Übernahme von 49 Prozent der Anteile an der ruandischen RwandAir an. Kurz zuvor hatte die Airline bereits den Kauf von 60 Prozent der Anteile und den Betrieb des im Bau befindlichen Bugesera International Airport zugesichert. Bis Juni 2024 war der Kauf von Anteilen an RwandAir noch nicht abgeschlossen.
Im August 2024 bestätigte die Fluggesellschaft die Übernahme von 25 Prozent der Anteile an der südafrikanischen Airlink und damit indirekt auch an FlyNamibia.

## Auszeichnungen
Laut Skytrax gehört Qatar Airways (Stand 2019) neben All Nippon Airways, Asiana Airlines, Cathay Pacific, Eva Air, Garuda Indonesia, Hainan Airlines und Singapore Airlines zu den zehn 5-Sterne-Fluggesellschaften der Welt.

## Flugziele

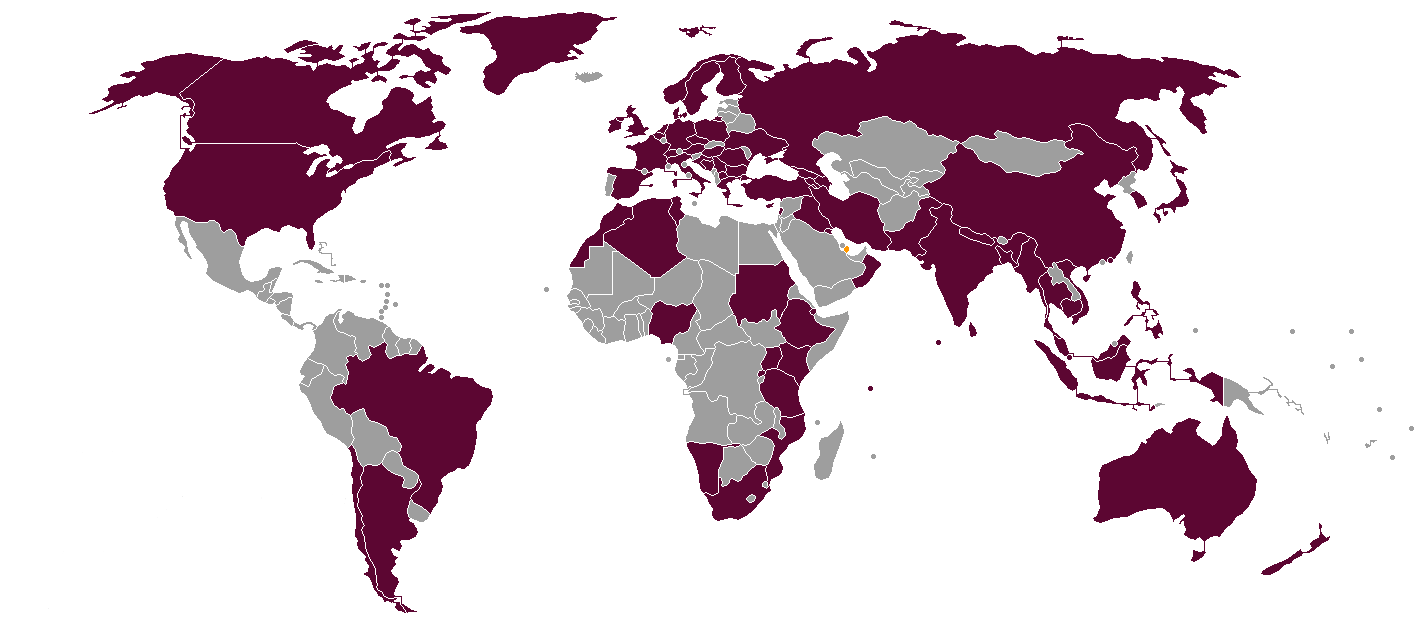
Von Qatar Airways angeflogene Länder (Stand September 2017)

Qatar Airways bedient von Doha aus zahlreiche Ziele im Nahen Osten sowie weitere in Afrika, Asien, Australasien, Europa sowie Nord- und Südamerika.
Im deutschsprachigen Raum werden in Deutschland Berlin Brandenburg, Frankfurt, München, Düsseldorf und Hamburg täglich bedient. In der Schweiz werden Genf und Zürich sowie in Österreich Wien angeflogen.
Codesharing
Qatar Airways unterhält Codeshare-Abkommen mit folgenden Fluggesellschaften (oneworld-Mitglieder sind mit * gekennzeichnet):
- American Airlines*
- Asiana Airlines
- Azerbaijan Airlines
- Bangkok Airways
- British Airways*
- Cathay Pacific*
- Comair
- Gol Linhas Aéreas
- Japan Airlines*
- jetBlue
- Malaysia Airlines*
- Middle East Airlines
- Royal Air Maroc*
- Royal Jordanian*
- S7 Airlines*
- SNCF
- SriLankan Airlines*
- Vueling Airlines

## Flotte

### Aktuelle Flotte

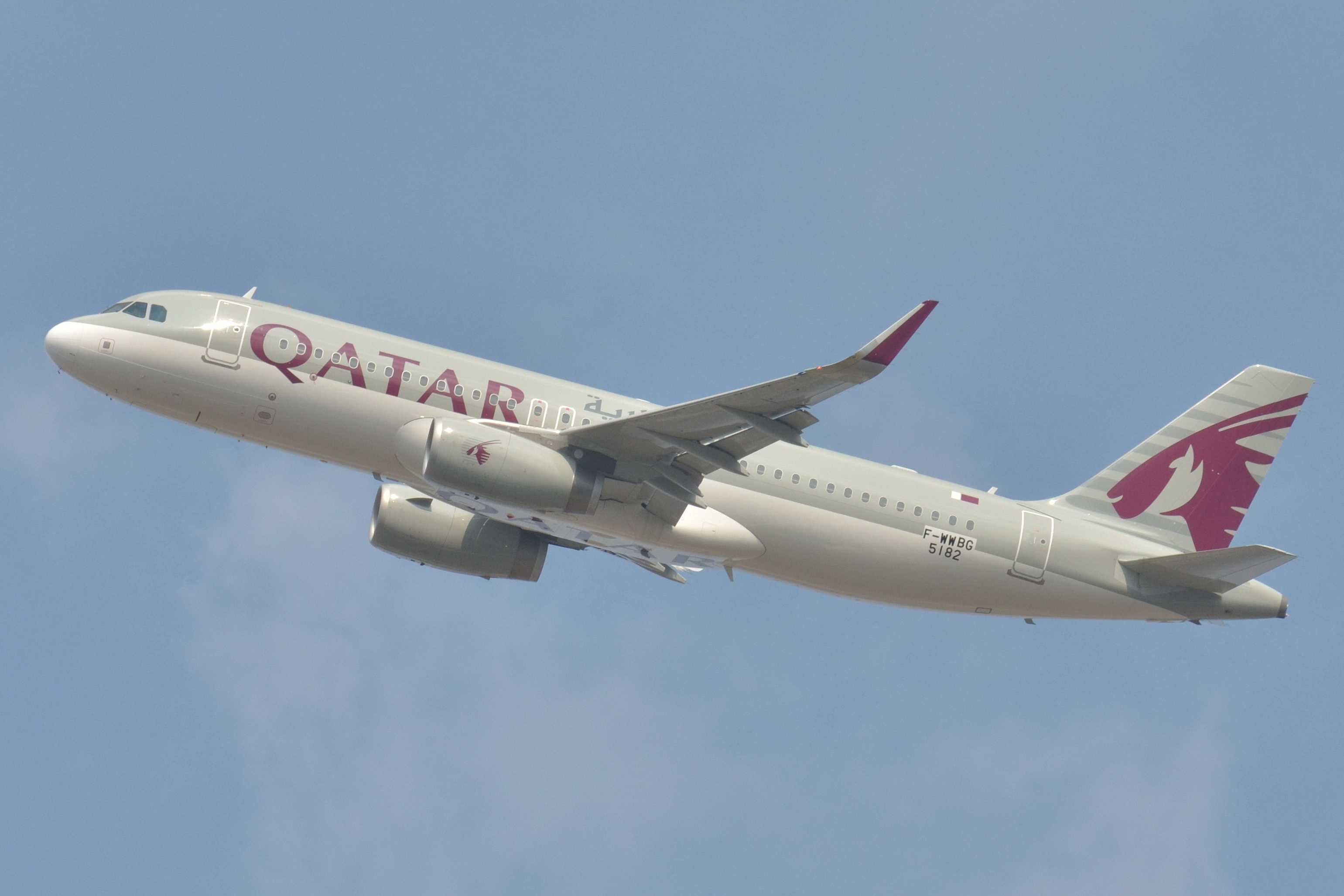
Airbus A320-200 der Qatar Airways

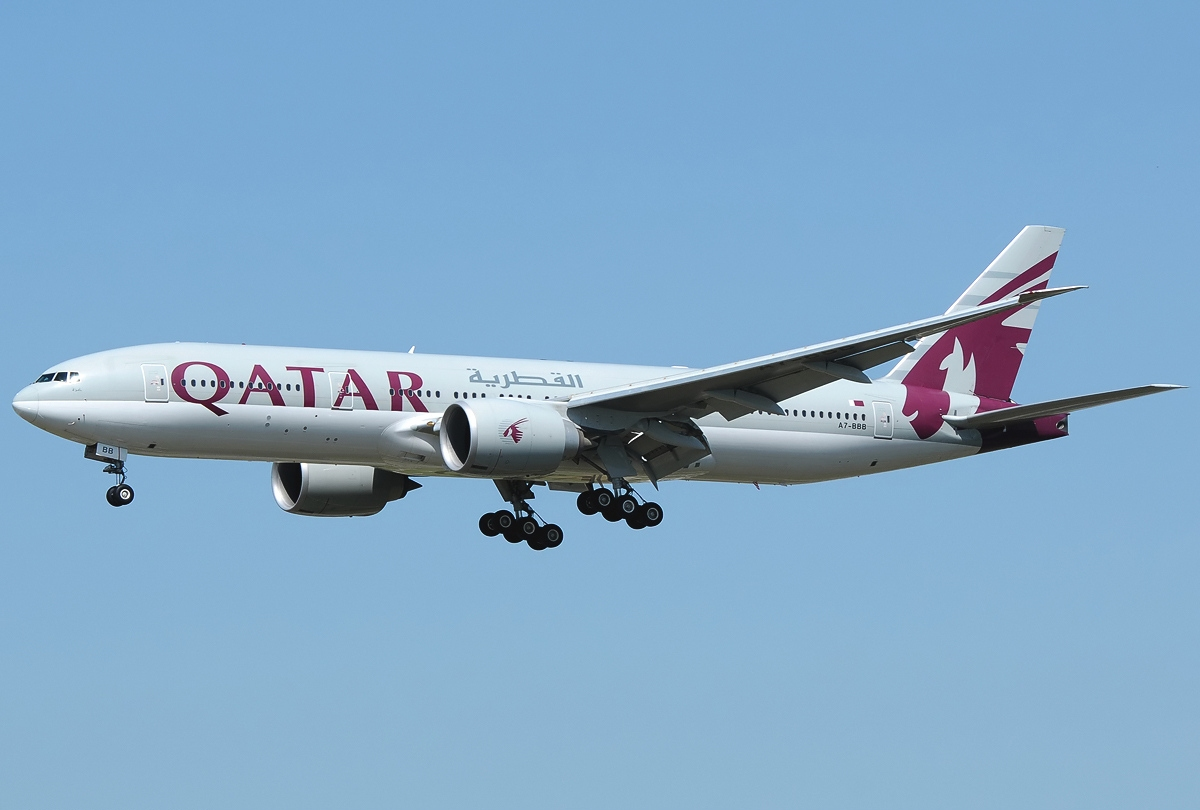
Boeing 777-200LR der Qatar Airways

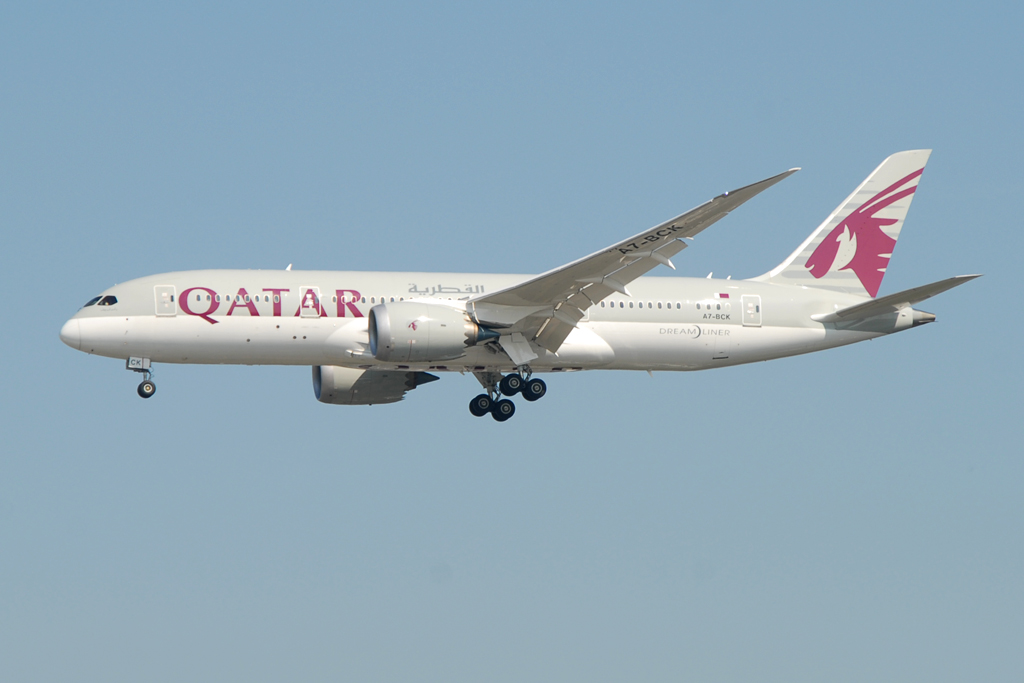
Boeing 787-8 der Qatar Airways

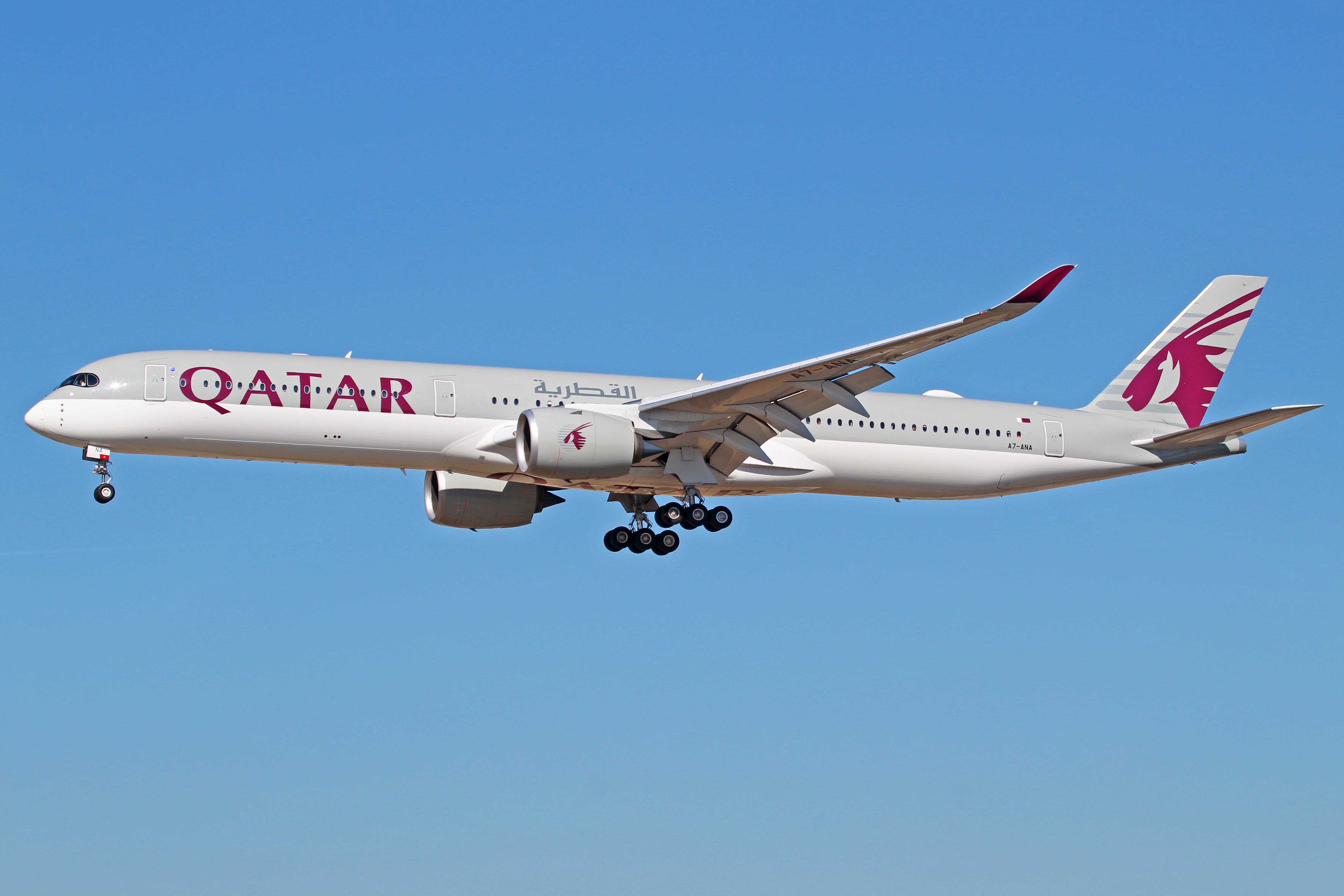
Airbus A350-1000 der Qatar Airways

Mit Stand Februar 2025 besteht die Flotte der Qatar Airways aus 227 Flugzeugen mit einem Durchschnittsalter von 9,8 Jahren:
| Flugzeugtyp       | Anzahl | bestellt | Anmerkungen                                                                | Sitzplätze (First/Business/Eco)                             | Durchschnittsalter |
| ----------------- | ------ | -------- | -------------------------------------------------------------------------- | ----------------------------------------------------------- | ------------------ |
| Airbus A320-200   | 29     | 0        | 17 mit Sharklets ausgestattet                                              | 132 (-/12/120) 144 (-/12/132) 165 (-/12/153) 168 (-/12/156) | 12,6 Jahre         |
| Airbus A320neo    | 0      | 01       |                                                                            | – offen –                                                   |                    |
| Airbus A321neo    | 0      | 50       | Auslieferung ab 2026                                                       | – offen –                                                   |                    |
| Airbus A330-200   | 03     |          |                                                                            | 260 (-/24/236)                                              | 18,2 Jahre         |
| Airbus A330-300   | 07     |          |                                                                            | 305 (-/30/275)                                              | 18,4 Jahre         |
| Airbus A350-900   | 34     |          | Qatar Airways ist Erstkunde der A350                                       | 283 (-/36/247)                                              | 7,8 Jahre          |
| Airbus A350-1000  | 24     | 18       | Qatar Airways ist Erstbetreiber des Airbus A350-1000                       | 327 (-/46/281)                                              | 5,2 Jahre          |
| Airbus A380-800   | 08     |          | einer inaktiv                                                              | 517 (8/48/461)                                              | 9,2 Jahre          |
| Boeing 737-8 MAX  | 09     |          | drei inaktiv; sechs betrieben für IndiGo, vorhandene Flotte wird aufgelöst | 176 (-/8/168)                                               | 4,3 Jahre          |
| Boeing 737-10 MAX | 0      | 25       | Alle Bestellungen wurden annulliert                                        | – gestrichen –                                              |                    |
| Boeing 777-200LR  | 07     |          |                                                                            | 259 (-/42/217) 272 (-/42/230)                               | 15,0 Jahre         |
| Boeing 777-300ER  | 57     |          | eine inaktiv                                                               | 358 (-/42/316) 354 (-/42/312) 412 (-/24/388)                | 11,8 Jahre         |
| Boeing 777-9      | 0      | 60       |                                                                            | – offen –                                                   |                    |
| Boeing 787-8      | 31     | 01       | eine inaktiv; eine von Oman Air geleast                                    | 267 (-/18/249) 254 (-/22/232)                               | 10,6 Jahre         |
| Boeing 787-9      | 19     | 11       | Kabinenausstattung (verbesserte QSuite) in Victorville dauert an           | 311 (-/30/281)                                              | 4,0 Jahre          |
| Gesamt            | 227    | 166      |                                                                            |                                                             | 8,6 Jahre          |

Eine internationale Erste Klasse („First Class“) bietet die Gesellschaft nur im A380 an.

### Aktuelle Flotte Qatar Airways Cargo

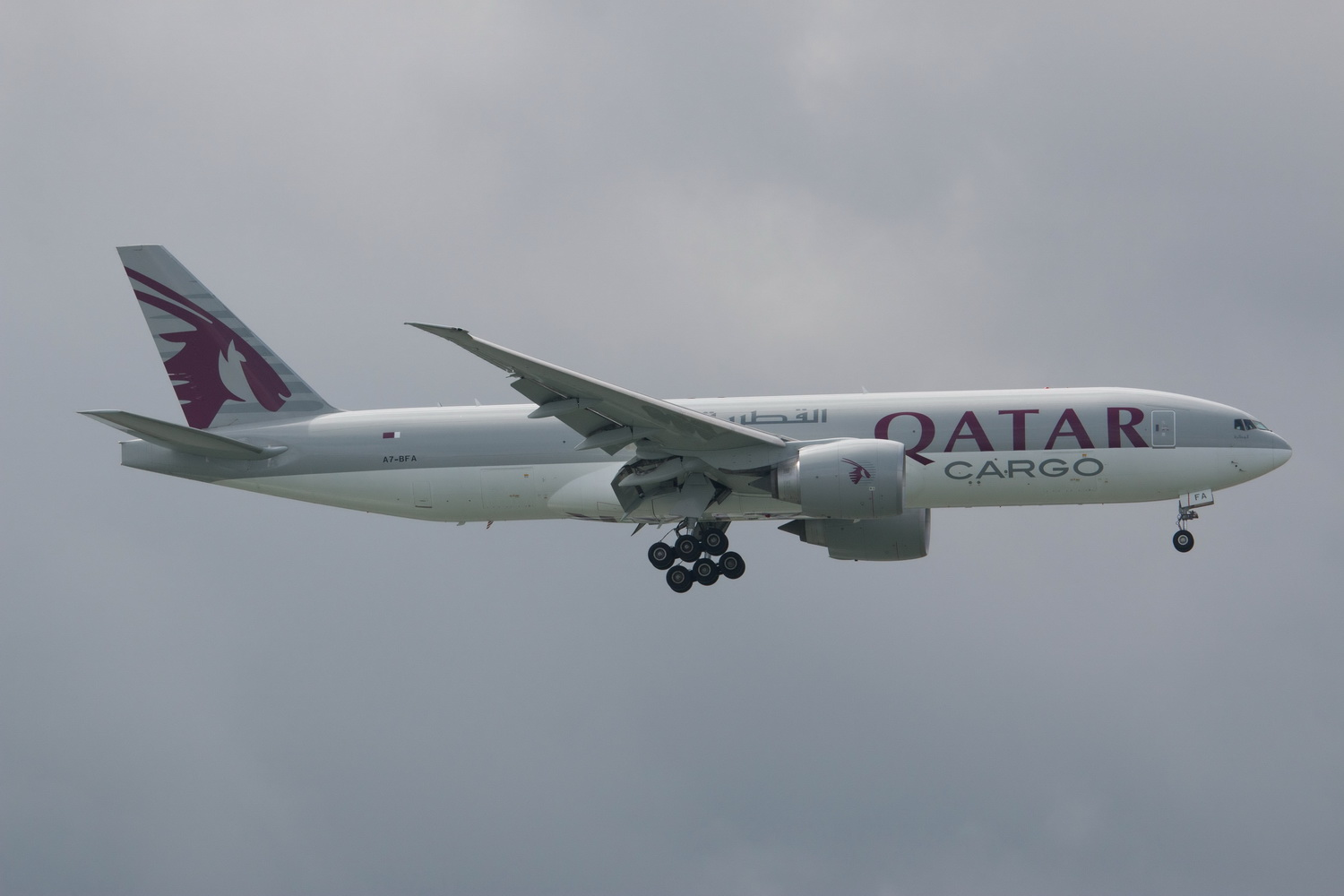
Boeing 777F der Qatar Airways Cargo

Mit Stand Februar 2025 besteht die Flotte der Qatar Airways Cargo aus 28 Flugzeugen mit einem Durchschnittsalter von 7,5 Jahren:
| Flugzeugtyp   | Anzahl | bestellt | Anmerkungen                                                                            | Durchschnittsalter |
| ------------- | ------ | -------- | -------------------------------------------------------------------------------------- | ------------------ |
| Boeing 777F   | 28     | 0        |                                                                                        | 7,5 Jahre          |
| Boeing 777-8F | 0      | 34       | 20 Order von der 777X-Passagiervariante umgewandelt; weitere 16 Kaufoptionen gesichert |                    |
| Gesamt        | 28     | 34       |                                                                                        | 7,5 Jahre          |

### Aktuelle Sonderbemalungen
| Flugzeugtyp             | Luftfahrzeugkennzeichen                          | Bemalung                                       | Zeitraum | Bild |
| ----------------------- | ------------------------------------------------ | ---------------------------------------------- | --- | --- |
| Airbus A320-200         | A7-AHG A7-AHH A7-AHT A7-LAA A7-LAB A7-LAC A7-LAD | „25 Years Of Excellence“                       | A7-AHG: seit Februar 2022 A7-AHH: seit April 2022 A7-AHT: seit Mai 2022 A7-LAA: seit April 2022 A7-LAB: seit April 2022 A7-LAC: seit April 2022 A7-LAD: seit Februar 2022 | Bild gesucht Die Wikipedia wünscht sich an dieser Stelle ein Bild. Weitere Infos zum Motiv findest du vielleicht auf der Diskussionsseite . Falls du dabei helfen möchtest, erklärt die Anleitung , wie das geht. |
| Airbus A320-200         | A7-AHL A7-AHO                                    | „oneworld“                                     | A7-AHL: seit Dezember 2013 A7-AHO:; seit Januar 2014 | Bild gesucht Die Wikipedia wünscht sich an dieser Stelle ein Bild. Weitere Infos zum Motiv findest du vielleicht auf der Diskussionsseite . Falls du dabei helfen möchtest, erklärt die Anleitung , wie das geht. |
| Airbus A350-900         | A7-ALZ                                           | „oneworld“                                     | seit April 2018 | |
| Airbus A350-1000        | A7-ANE                                           | „oneworld“                                     | seit November 2018 | |
| Boeing 777-200LR        | A7-BBC                                           | „25 Years Of Excellence“                       | seit Februar 2022 | |
| Boeing 777-300ER        | A7-BAA A7-BAB A7-BAF A7-BAG                      | „oneworld“                                     | A7-BAA: seit Oktober 2013 A7-BAB: seit November 2013 A7-BAF: seit Januar 2014 A7-BAG: seit Mai 2014                                                                       | |
| Boeing 777-300ER        | A7-BAC A7-BOC                                    | „Retro“                                        | seit Februar 2022 | |
| Boeing 777-300ER        | A7-BEE A7-BOG A7-BOH A7-BOI                      | „25 Years Of Excellence“                       | A7-BEE: seit Februar 2022 A7-BOG: seit Juni 2023 A7-BOH: seit Juni 2023 A7-BOI: seit Juni 2023                                                                            | Bild gesucht Die Wikipedia wünscht sich an dieser Stelle ein Bild. Weitere Infos zum Motiv findest du vielleicht auf der Diskussionsseite . Falls du dabei helfen möchtest, erklärt die Anleitung , wie das geht. |
| Boeing 777-300ER        | A7-BEK                                           | „Paris Saint Germain“                          | seit Oktober 2023 | Bild gesucht Die Wikipedia wünscht sich an dieser Stelle ein Bild. Weitere Infos zum Motiv findest du vielleicht auf der Diskussionsseite . Falls du dabei helfen möchtest, erklärt die Anleitung , wie das geht. |
| Boeing 777-300ER        | A7-BEL                                           | „Official Global Airline Partner of Formula 1“ | seit August 2023 | Bild gesucht Die Wikipedia wünscht sich an dieser Stelle ein Bild. Weitere Infos zum Motiv findest du vielleicht auf der Diskussionsseite . Falls du dabei helfen möchtest, erklärt die Anleitung , wie das geht. |
| Boeing 777F             | A7-BFG                                           | „Moved by People“                              | seit Juni 2022 | Bild gesucht Die Wikipedia wünscht sich an dieser Stelle ein Bild. Weitere Infos zum Motiv findest du vielleicht auf der Diskussionsseite . Falls du dabei helfen möchtest, erklärt die Anleitung , wie das geht. |
| Boeing 787-8 Dreamliner | A7-BCW A7-BCX A7-BCY A7-BCZ A7-BDA               | „25 Years Of Excellence“                       | A7-BCW: seit April 2022 A7-BCX: seit März 2022 A7-BCY: seit Mai 2022 A7-BCZ: seit März 2022 A7-BDA: seit März 2022                                                        | |

### Ehemalige Flugzeugtypen

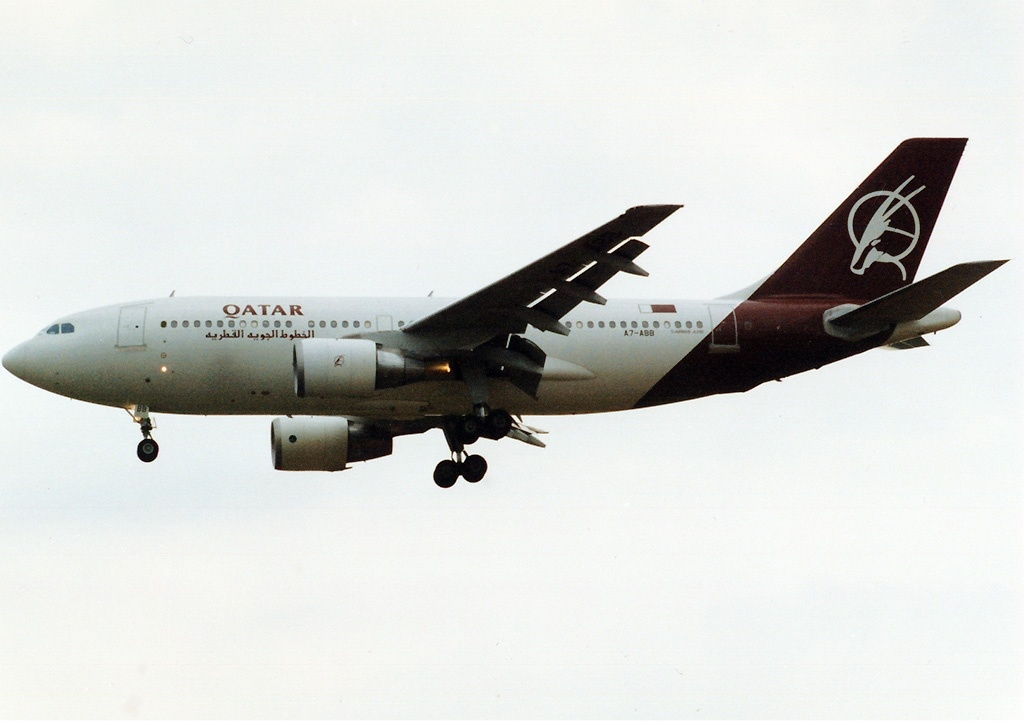
Airbus A310-200 der Qatar Airways im Jahr 1994

In der Vergangenheit setzten Qatar Airways und Qatar Airways Cargo unter anderem folgende Flugzeugtypen ein:
| Flugzeugtyp         | Anzahl | von  | bis  | Anmerkungen                             |
| ------------------- | ------ | ---- | ---- | --------------------------------------- |
| Airbus A300-600R    | 09     | 1997 | 2008 |                                         |
| Airbus A300F        | 03     | 2002 | 2013 | Frachtflugzeuge der Qatar Airways Cargo |
| Airbus A310-200     | 02     | 1994 | 1995 |                                         |
| Airbus A319-100LR   | 03     | 2000 | 2021 |                                         |
| Airbus A321-200     | 12     | 2004 | 2022 |                                         |
| Airbus A330-200F    | 08     | 2012 | 2021 | Frachtflugzeuge der Qatar Airways Cargo |
| Airbus A340-600     | 04     | 2006 | 2019 |                                         |
| Boeing 727-200      | 06     | 1995 | 2001 |                                         |
| Boeing 737-200 Adv. | 01     | 1994 | 1994 | betrieben durch Air Atlanta Icelandic   |
| Boeing 747-100SR    | 02     | 1995 | 1998 |                                         |
| Boeing 747-SP       | 01     | 1996 | 1996 |                                         |
| Boeing 747-8F       | 02     | 2017 | 2024 | Frachtflugzeuge der Qatar Airways Cargo |
| Boeing 757-200      | 01     | 1997 | 1998 | betreiben durch Royal Brunei Airlines   |
| Boeing 767-200ER    | 01     | 1994 | 1994 | betreiben durch Kuwait Airways          |

## Kritik
Qatar Airways steht international wegen schlechter Arbeitsbedingungen in der Kritik. So können gemäß Arbeitsvertrag schwangere Mitarbeiterinnen aufgrund der Schwangerschaft entlassen werden. Der Besitz von Alkohol, Zigaretten oder Schweinefleisch ist ein weiterer Entlassungsgrund. Die Unterkünfte der Besatzung werden überwacht und weibliche Mitarbeiter können dort keine Männer treffen, außer ihre Ehemänner, Brüder oder Väter. Die Internationale Arbeitsorganisation hat deswegen einer Beschwerde der Internationalen Verkehrsgewerkschaft gegen Qatar Airways Recht gegeben.

## Logo und Farbgebung
Das Logo der Qatar Airways ist in den Farben der Flagge Katars gestaltet. Es zeigt den englischen Namen der Fluggesellschaft in der Schrift Optima und den arabischen Namen in der Schrift Kufi. Auf dem Seitenleitwerk der Qatar-Airways-Maschinen ist der stilisierte Kopf einer Oryxantilope abgebildet. Auch das Inflight-Entertainment-System, das an Bord der Flugzeuge in allen Beförderungsklassen zur Verfügung steht, wird „Oryx“ genannt. Die Flugzeuge werden heute im oberen Bereich hellgrau, darunter weiß lackiert. Die ursprüngliche Farbgebung war weiß mit weinrotem Fensterband und Leitwerk.

## Zwischenfälle
Im regulären Flugbetrieb von Qatar Airways kam es noch nicht zu Zwischenfällen mit Todesopfern.

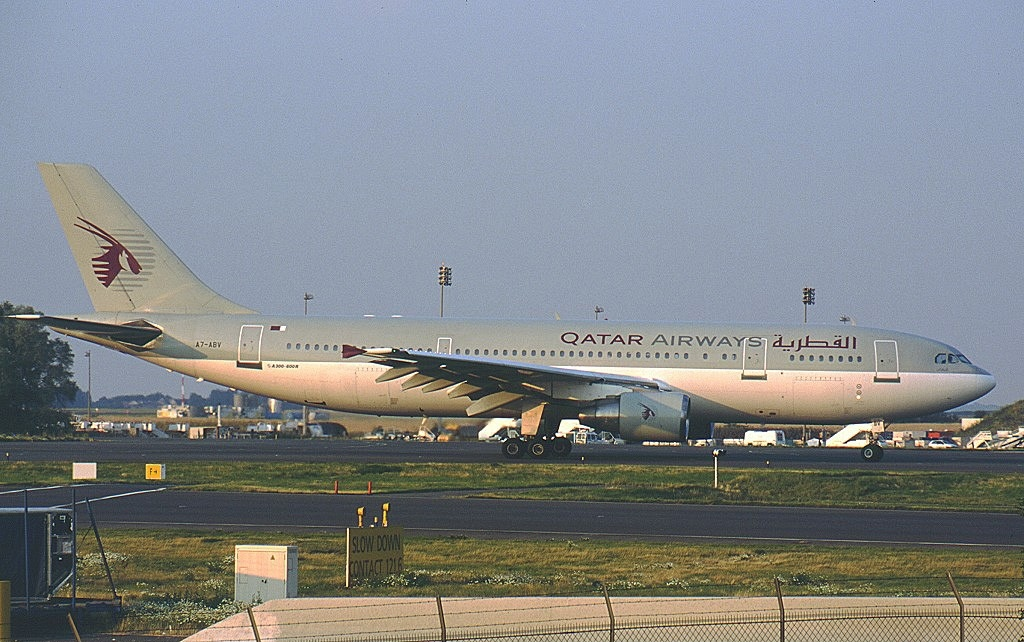
Der vom Feuer betroffene Airbus A300-600R (Luftfahrzeugkennzeichen A7-ABV)

- In der Nacht vom 19. April 2007 brach in einem Airbus A300-600R (Luftfahrzeugkennzeichen A7-ABV), der für Wartungsarbeiten in einem Hangar am Flughafen Abu Dhabi stand, ein Feuer aus. Der Airbus A300-600R musste abgeschrieben werden.[41]
- Am 8. Dezember 2017 brach an einem Airbus A321-200 (Luftfahrzeugkennzeichen A7-AIB) während Wartungsarbeiten am IFE und SATCOM-System ein Feuer aus, durch welches der Airbus irreparabel beschädigt wurde.[42][43]
- Am 2. Oktober 2020 kam es zu einem Zwischenfall bei Flug QR908 nach Sydney, der sich zu dem Zeitpunkt noch am Boden am Flughafen Hamad International stehend befand. Gut ein Dutzend Qatar-Kundinnen unter den 34 Passagieren sind von Sicherheitspersonal des Landes aus dem Flugzeug zu einem Raum gebracht worden, wo sie ohne vorherige Zustimmung von einer Gynäkologin medizinisch untersucht wurden. Der Flughafen rechtfertigte das Vorgehen damit, dass an dem Tag am Flughafen ein Neugeborenes gefunden wurde. Aus Sorge um „die Gesundheit und das Wohlergehen der Mutter“ wurde versucht zu eruieren, ob die Frisch-Entbundene in einem der in dem Bereich abgehenden Jets sitzt.[44]

## Trivia
- Qatar Airways bediente mit dem Flug von Doha nach Auckland den bis Oktober 2018 längsten Linienflug der Welt. Mit einer Strecke von 14.535 Kilometern und einer Flugzeit von 16 Stunden und 23 Minuten überbot sie die Fluggesellschaft Emirates mit dem bis dahin längsten Flug von Dubai ebenfalls in die größte Stadt Neuseelands um 18 Minuten. Bedient wird die Strecke mit einer Boeing 777-200LR.[45] Dieser Rekord wurde am 11. Oktober 2018 von Singapore Airlines überboten.[46]

- Qatar Airways wurde von Skytrax auf Grundlage der Auswertung von Nutzerbewertungen zur besten Airline des Jahres 2019 gekürt.[47]